# Uvod'
L'Uvod' (in russo У́водь?)  è un fiume della Russia europea centrale, affluente di sinistra della Kljaz'ma (bacino idrografico della Oka).

## Descrizione
Nasce nella parte nord-occidentale dell'oblast' di Ivanovo, scorrendo con direzione mediamente sud-sud-est. Nella parte superiore il fiume è leggermente tortuoso e di piccole dimensioni, la larghezza non supera i 10 m, le sponde sono boscose, collinari. Dopo aver attraversato Ivanovo e Kochma il fiume scorre lungo una pianura boscosa, le coste sono sabbiose, la velocità della corrente è bassa, si espande e inizia a formare numerose lanche, canali e isole, tra le quali spesso si perde un canale principale estremamente tortuoso. Il fiume conserva questo carattere fino alla foce. Nell'alto corso il canale Volga-Uvod' lo collega al Volga. Confluisce nella Kljaz'ma a 173 km dalla foce, alcune decine di chilometri a valle di Kovrov. Il fiume ha una lunghezza di 185 km. L'area del suo bacino è di 3 770 km².
L'Uvod' è gelato, mediamente, da novembre ad aprile. I maggiori affluenti sono: Ychtochma (lungo 89 km) e Viaz'ma (86 km) provenienti ambedue dalla destra idrografica.